# آبورفیلد کراس
آبورفیلد کراس (به انگلیسی: Arborfield Cross) یک روستا در بریتانیا است که در جنوب شرقی انگلستان واقع شده‌است.